# Courtenay Morgan (1er vicomte Tredegar)
Courtenay Charles Evan Morgan, 1er vicomte Tredegar (10 avril 1867 - 3 mai 1934), est un pair gallois.

## Biographie
Morgan est né au château de Ruperra près de Newport, dans le Monmouthshire, et fait ses études au Collège d'Eton. Il est le fils aîné de l'honorable Frederick Courtenay Morgan, de Ruperra Castle, troisième fils de Charles Morgan (1er baron Tredegar). Sa mère est Charlotte Anne, fille de Charles Alexander Williamson, de Lawers, Perthshire. Il succède à son oncle Godfrey Morgan (1er vicomte Tredegar), en tant que troisième baron Tredegar en 1913.
Tredegar est nommé capitaine des Royal Monmouthshire Royal Engineers le 30 décembre 1891, et est ensuite promu major honoraire. Au début de 1900, il est aide de camp de sir Thomas Fraser, commandant de l'École royale du génie militaire à Chatham et commandant du district de la Tamise.
Tredegar est un joueur de cricket mineur qui joue au niveau du comté pour le Shropshire entre 1896 et 1898 tout en jouant au niveau du club pour Ludlow.
Aux élections générales de 1906, il se présente sans succès comme candidat conservateur pour le South Monmouthshire, perdant le siège au profit des libéraux lors de la victoire nationale de ce parti.
L'un des premiers actes de Lord Tredegar après avoir hérité est d'acheter le yacht à vapeur Liberty qui est presque immédiatement réquisitionné par la Royal Navy pour être utilisé comme navire-hôpital. Il quitte son domicile et retourne servir pendant la Première Guerre mondiale, prenant le commandement de son yacht pendant la première partie de la guerre . Après la fin des hostilités, il entreprend une croisière autour du monde, faisant finalement deux fois le tour du monde au cours duquel il visite toutes les colonies de l'Empire britannique et tous les États du Commonwealth d'Australie .
En 1926, la vicomté est relancée lorsqu'il est créé vicomte Tredegar, de Tredegar dans le comté de Monmouth. Il n'est pas enregistré comme ayant parlé à la Chambre des lords. En 1933, il est nommé Lord-lieutenant du Monmouthshire, poste qu'il occupe jusqu'à sa mort l'année suivante.
Lord Tredegar épouse Katharine Agnes Blanche, fille de James Carnegie (9e comte de Southesk), en 1890. Il meurt en mai 1934, à l'âge de 67 ans, à l'hôtel Ritz de Westminster, à Londres, après son retour d'un voyage de santé en Australie. Il est remplacé dans la vicomté et la propriété de Tredegar House par son fils excentrique et bohème, Evan Morgan (2e vicomte Tredegar).
Katharine, vicomtesse Tredegar est décédée à Londres en 1949, quelques mois seulement après son fils Evan. Gwyneth Ericka Morgan, la fille unique de Courtenay et Katharine est décédée dans des circonstances mystérieuses après sa disparition en 1924.